# Premio Golden Boy 2020
El Golden Boy 2020 fue la decimoctava edición del galardón entregado por el diario italiano Tuttosport al mejor futbolista del fútbol europeo menor de 21 años en 2020.
El 15 de octubre, Tuttosport publicó la lista de los 20 jugadores que optaban a ganar el Golden Boy.
Los 20 nominados a la edición de 2020 fueron: Ansu Fati, Alphonso Davies, Jadon Sancho, Eduardo Camavinga, Ferran Torres, Sandro Tonali, Rodrygo Goes, Bukayo Saka, entre otros.
| Pos. | Jugador            | Club (es)         | Puntos | % Votos |
| 1    | Erling Haaland     | Borussia Dortmund | 302    |         |
| 2    | Ansu Fati          | F. C. Barcelona   | 239    |         |
| 3    | Alphonso Davies    | Bayern de Múnich  | 226    |         |
| 4    | Jadon Sancho       | Borussia Dortmund | 80     |         |
| 5    | Eduardo Camavinga  | Stade Rennais     | 50     |         |
| 6    | Dejan Kulusevski   | Juventus F. C.    | 41     |         |
| 7    | Phil Foden         | Manchester City   | 36     |         |
| 8    | Bukayo Saka        | Arsenal F. C.     | 13     |         |
| -    | Dominik Szoboszlai | Red Bull Salzburg | 13     |         |
| 10   | Vinicius Jr.       | Real Madrid       | 10     |         |
| 11   | Ferran Torres      | Manchester City   | 9      |         |
| 12   | Mason Greenwood    | Manchester United | 7      |         |
| 13   | Sandro Tonali      | A. C. Milan       | 6      |         |
| 14   | Sergiño Dest       | F. C. Barcelona   | 3      |         |
| 15   | Rodrygo Goes       | Real Madrid       | 1      |         |
| -    | Jonathan David     | Lille O. S. C.    | 1      |         |
| -    | Ryan Gravenberch   | A. F. C. Ajax     | 1      |         |
| ---- | ------------------ | ----------------- | ------ | ------- |